# Kaleemullah Khan
Kalimullah Khan (Bahawalpur, 2 januari 1958) is een hockeyer uit Pakistan. 
Khan won met de Pakistaanse ploeg in 1980 de Champions Trophy. De Olympische Zomerspelen 1980 werden door Pakistan geboycot.
In 1982 won Khan zowel de gouden medaille op het wereldkampioenschap als op de Aziatische Spelen.
Tijdens de Olympische Spelen 1984 in Los Angeles won Khan de gouden medaille.

## Erelijst
- 1980 -  Champions Trophy in Karachi
- 1982 -  Wereldkampioenschap in Bombay
- 1982 - 4e Champions Trophy in Amstelveen
- 1982 -  Aziatische Spelen in New Delhi
- 1984 –  Olympische Spelen in Los Angeles
- 1984 -  Champions Trophy in Karachi
- 1986 -  Aziatische Spelen in Seoel
- 1986 - 11e Wereldkampioenschap in Londen